# 金沢地先埋立事業

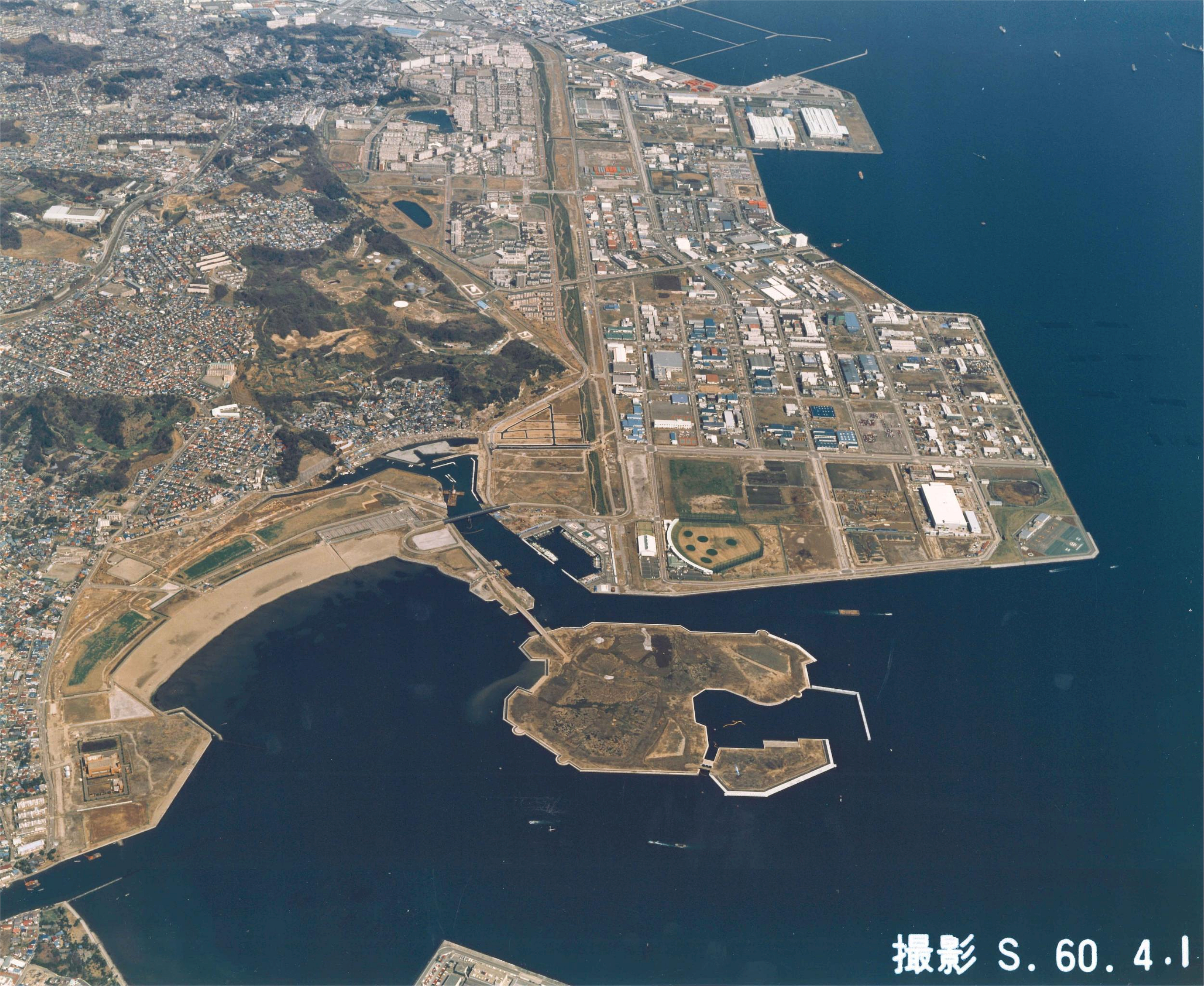
南側から見た埋立地の全景（1985年）

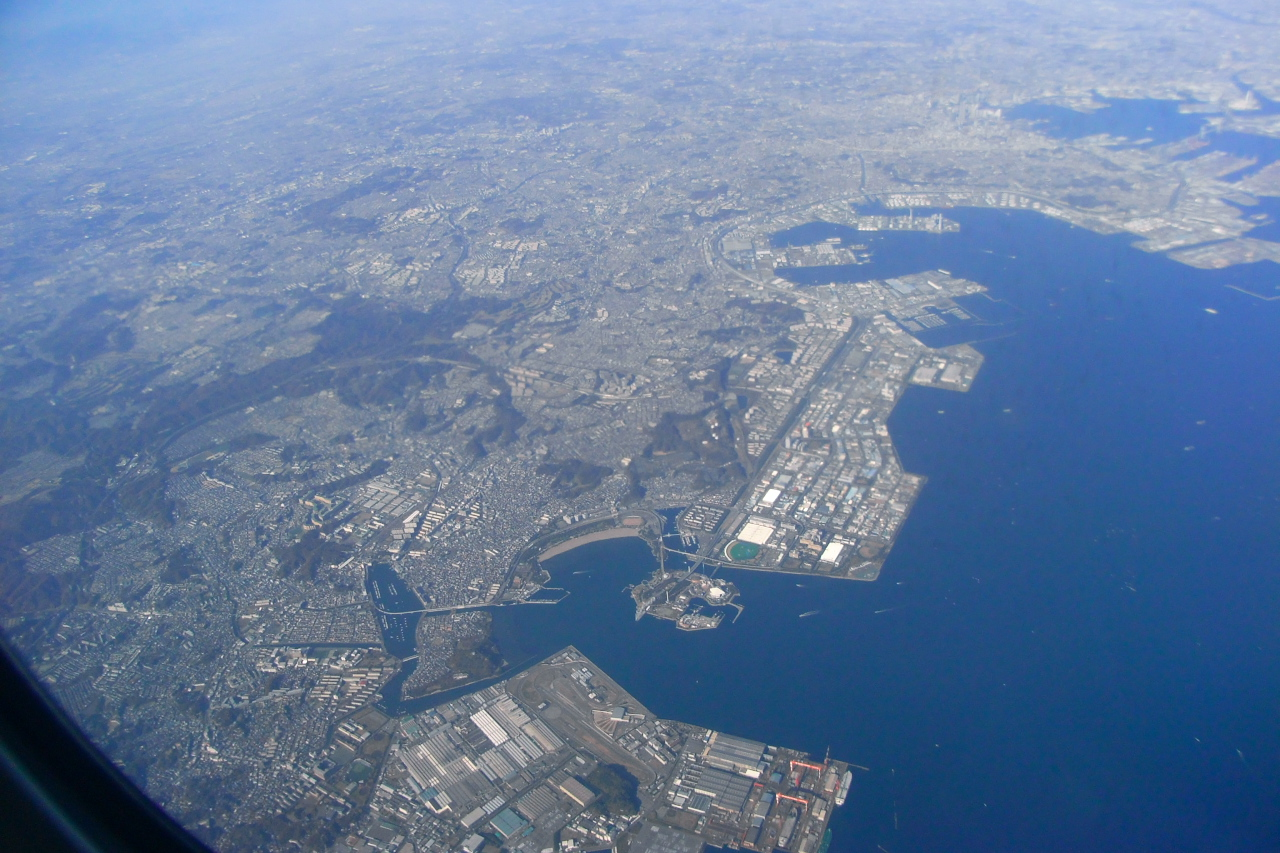
2007年の航空写真。中央付近が金沢地先の埋立地

金沢地先埋立事業（かなざわちさきうめたてじぎょう）は、神奈川県横浜市金沢区の沖合を約660万m²にわたり埋め立て、都心部より工場を移転させ都市機能を再整備するとともに、住宅や海浜公園を造成する都市計画事業。横浜市六大事業の一つとして1971年（昭和46年）に着工し、1988年に完成した。

## 目的
第二次世界大戦後の高度経済成長期において、横浜の都心部において住宅・商店・工場が無秩序に混在するスプロール現象が進みつつあった。また、工場立地法の改正により住工混在地区の中小の工場では今後操業の継続が困難になる懸念も生じた。本事業は、都心部からの工場の移転用地を整備し、工場従業員や都市基盤再構築による移転の受け皿、さらに住宅難に応える住宅地を用意するものである。横浜市に残る最後の自然海岸を埋め立てることから、その代替となる海浜公園も建設する。横浜駅と桜木町の間の海側に広がる三菱重工業横浜造船所を当地および本牧へ移転させ、跡地を都心部強化（横浜みなとみらい21）に充当するが、一時的な財政収入を目的とした、大企業の新規誘致はしないこととした。本計画が持ち上がった前後に、東京湾の千葉県側には製鉄所や石油化学コンビナート、横須賀市では造船所や自動車工場が誘致されたのとは対照的である。

## 歴史
第二次世界大戦以前の金沢は、金沢八景に代表されるように景勝地であり、富岡から柴にかけての海岸では海苔・ワカメの養殖や漁業が行われていたが戦時中に日平産業や文寿堂富岡工場（海軍関係の印刷物を扱った印刷会社。1950年倒産）など軍需産業が進出。軍の指令による埋立も行われた。戦災では大きな被害を免れたため、京浜地区より移り住む者が急増した。昭和30年代には、京急興業による富岡、西武系の国土計画興業による西柴をはじめ種々の業者による宅地開発が急増した。その多くが丘陵の傾斜地を階段状に造成するもので、下水道や道路など公共施設の整備が追い付かずにいた。1963年ごろには大手業者から地元漁協に対し海面埋め立ての打診があったとの情報が市にもたらされ、独自の埋立構想を持っていた市は対応に迫られた。横浜市による記録に残る埋立構想は、1963年3月に横浜国際港都建設審議会に諮問された「横浜国際港都総合基幹計画改定案」が初めてで、金沢地先330haに工場移転用地と、埋立地の一部および富岡・釜利谷の土砂採取地に住宅地を造成するもので、工場用地が主体であった。1965年10月に発行された小冊子「横浜のまちづくり」では六大事業の他のプランと共に埋立案が初めて市民に示された。この案では埋立面積を増加するとともに用途を工場・住宅で半々にした。同年4月の「横浜国際港都建設福祉計画案」では、市民の健康的文化的生活を営む上に必要な一大臨海公園が計画に盛り込まれた。1968年7月には、横浜市六大事業の一環として正式に決定された。当初は1968年度から1972年度にかけての5ヶ年の事業として計画され、根岸湾ハ地区（鳥浜町）から富岡川にかけての200万m2を1号地として金沢木材埠頭や三菱重工業横浜製作所、下水処理場などに充てられ、富岡川から長浜水路にかけての2号地は清掃工場や流通関連用地、貨物ヤード、以南の3号地は主として中小企業用地とされる計画であった。工区の分割には、防災上の利点のほか、在日米軍小柴貯油施設および横浜検疫所長浜措置場の調整に期間を要することが予想され、当該区域以外を先行して着工する狙いがあった。その後、漁業権交渉や反対運動、土砂の入手先変更により1971年と1974年に2度計画変更される。
計画地内には金沢漁業協同組合（1970年6月1日現在の組合員数196人）、柴漁業協同組合（同167人）、富岡漁業協同組合（同95人）の3つの漁業協同組合が漁業権を有し、海苔・わかめの養殖や底引き網などを行っていた。富岡・金沢の漁協は1968年11月に交渉委員を選定し交渉の場についたが、柴漁協は交渉委員の選定が遅れ話し合いが難航した。3組合は共同漁業権を有しており、1組合を残しての妥結はできない。市長の説得により1969年12月に柴漁協の対策委員が選定され、交渉が開始された。3組合の同意を得たのは1970年2月のことであった。柴・金沢と本牧の漁協はのちに解散し、1981年に横浜市漁業協同組合を設立した。
在日米軍小柴貯油施設は金沢区柴町から長浜にかけての丘陵地に26基（貯油能力426,000キロリットル、1987年6月現在）の燃料タンクと沖合にA・Bの二つのシーバースを有していた。Aバースで大型タンカーから陸揚げした航空燃料を貯蔵し、Bバースで小型タンカーに積み込み鶴見貯油施設に移送するものであったが、1973年3月にシーバースをBバース付近に集約する旨の合意がなされ、1975年12月に移設が完了した。1981年には燃料タンクの爆発事故を起こしている。2005年12月14日には小柴貯油施設の陸上部分全域と制限水域の一部が返還され、陸上部は公園とする計画である。
長浜措置場は、船舶に感染症患者が出た場合に回航し、検疫を行う施設である。横浜港・東京港をはじめ千葉県や東北地方も対象としていたが、この施設がそのまま残ると、埋立後は工場地区や住宅地区を縫って患者が搬送されることとなる。横浜検疫所長や厚生大臣との折衝の結果、富岡川の河口に代替の物揚場を設け、機能を移転することとなった。この施設はかつて野口英世が勤務した場所であり、長浜野口記念公園内の横浜市長浜ホールに旧細菌検査室が保存・公開されている。
1971年3月15日に金沢地先埋立事業の起工式を実施。1974年6月29日に1号地、1975年8月23日に2号地が竣工し、1988年5月7日には金沢地先埋立事業完成記念式典が開催された。

## 資金計画
従来の埋立事業では、進出企業からの予納金を事業費に充当することが可能であるが、都市基盤再整備を目的とした本事業ではその手法を採ることができない。総事業費412億8901万円のうち288億円を起債し、残りを埋立地の売却代金で賄うこととした。地方債の発行は1968年度～1970年度各90億円、1971年度18億円を予定していたが、国の地方債計画の枠では処理しきれない額であった。そこで大蔵省と折衝し、ドイツマルク債を発行することとなった。当初は4回にわたり発行される予定であったが、1968年、1969年、1971年の3回、各1億マルクずつ発行された。4回目が発行されなかったのは、工期が遅れているうちに国内債のほうが金利が安くなったことと、外債のだぶつきから政府が発行を認めなくなった理由があった。事業費は1971年の計画変更で921億6900万円、さらに1974年の計画変更で1776億8800万円まで増加した。

## 土砂の調達と反対運動
この埋立計画では当初より漁業関係者から根強い反対運動があったが、1971年1月にようやく補償交渉がまとまった。同年11月に、事業予算と工期がほぼ2倍になる計画変更が発表されると、反対派の市民運動は強くなり、2号地以降の埋立中止、工場移転をやめ住宅地とすることなどを主張した。連合町内会などを中心とした移転推進派も、国道16号と湾岸道路の間を緑地とすること、早急な下水処理場の開設などを主張した。計画変更案は、長浜措置場の景観保全や、人造湖やサイクリングロードを配した公園の造成を付帯意見に盛り込み可決された。
長浜水路以南の第3期および海の公園造成に用いる土砂は、当初は千葉県富津市の浅間山から採取することが検討されていたが、千葉県が土砂を県外へ持ち出させない方針を打ち出したことや、容積あたりの単価が比較的高価であったことから、京浜急行電鉄が金沢区釜利谷町で計画している宅地造成で生じる残土の利用に切り替えた。この計画は「釜利谷の緑を削って海岸を埋め立てる、二重の自然破壊である」として反対派の態度を硬化させる原因となった。さらに1973年のオイルショックにより釜利谷開発の見通しは立たなくなった。
横浜市鶴見区と川崎市川崎区にまたがる扇島は、千葉県が土砂を県外へ持ち出させない方針を打ち出す以前に1億2500万トンを確保し、このうち8000万トンを使い埋立をほぼ完成させていた。その残りの使用を希望したが、川崎市や東京都も使用を希望した。結局、横浜市はこのうち2000万m3を使用できることとなった。釜利谷地区は開発面積中の宅地の比率を下げ、1978年に許可が下りた。残土は金沢地先埋立に使用され、ベルトコンベアで搬入されることとなったが、その量は当初の見込みの1/10程度の約300万m3ほどであった。

## 土地の利用
埋立地のほぼ中央を南北に金沢緑地（グリーンベルト）と国道357号（東京湾岸道路）が通り、一部区間で首都高速湾岸線が並行する。金沢緑地より西側（内陸側）が住宅地、東側（海側）が主に工業用地として利用される。西側のうち、旧海岸線が湾岸道路と接する小柴埼以北が並木一～三丁目、以南が柴町の一部となる。東側は長浜水路以北が幸浦1・2丁目、以南が福浦1～3丁目となる。このうち並木一丁目と幸浦1丁目が1号地（第1期埋立地）、幸浦2丁目、並木二丁目と並木三丁目のうち長浜水路の北側が2号地、福浦1～3丁目、並木三丁目のうち長浜水路の南側、柴町の一部、海の公園、八景島が3号地となる。首都高速湾岸線から横浜横須賀道路に至る高速道路は、埋立地南端から海の公園、野島公園、六浦駅南方を通り逗子市との市境付近で横浜横須賀道路に合流する計画であったが、並木付近から西進し、能見台駅南方を通って釜利谷ジャンクションに至るルート（横浜横須賀道路金沢支線）に変更された。
住宅地区の住民や工場従業員の通勤、市立大学病院など公共施設への移動手段として、根岸線と接続する新杉田駅と京浜急行金沢八景駅を結ぶ新交通システム金沢シーサイドラインが1984年に着工し、1989年に開業した。並木北駅から海の公園南口駅にかけての9駅が本埋立事業の区域内に設けられている。幸浦2丁目に国鉄の貨物ヤードが計画されていたが、その予定地の一部は横浜シーサイドラインの車両基地に転用されている。

### 金沢シーサイドタウン
金沢シーサイドタウンについて、都市再生機構は並木一丁目第一、並木一丁目第二、並木二丁目、並木三丁目、柴の各団地、金沢区役所は並木、富岡東二丁目および幸浦・福浦・昭和町・鳥浜町と定義している。並木一丁目団地は日本住宅公団（現 都市再生機構）、横浜市住宅供給公社、横浜市勤労者住宅協会、横浜市建築局（市営住宅）などが中心となり、1978年5月に入居開始した。2015年現在、本埋立事業範囲外の富岡東などを含め（柴町含まず）9,660世帯21,600人が暮らす。その97%が集合住宅に暮らし、住民数ベースで3～5階建の中層棟51%、6階建て以上の高層棟45%で、一戸建ての比率は低い。分譲住宅など持ち家率は59%、UR賃貸・県営住宅などの公的な賃貸住宅32%、社宅等6%の割合となっている。並木一・二・三丁目の各丁目には外周道路が設けられ、団地内の通過交通を遮断するとともに、歩行者専用道路に沿って学校・保育園や日用品スーパーなどを計画的に配置した。並木一丁目は外周道路外側に中・高層棟、内側に碁盤の目状に低層住宅を配置。並木二・三丁目は格子状のパターンに中・高層棟と低層住宅を混在させている。並木一丁目と富岡東四丁目の間の旧富岡漁港跡は「富岡並木ふなだまり公園」として整備され、周囲にスーパーマーケット（2014年1月まで東急ストア、2016年4月よりオーケー）や地区センターが配置され、憩いの空間となっている。並木二・三丁目の間の地下には横浜横須賀道路金沢支線の並木トンネルが通り、その西側で並木インターチェンジが接続している。トンネルの北側はイオンを核テナントとした大型ショッピングセンター「ビアレ横浜」、南側は三菱重工業の社宅と横浜南税務署がある。地区内の住宅の多くが1979年から1984年にかけて入居し、概ね30年以上が経過したことから高齢化と緩やかな人口減少が進行している。
金沢シーサイドタウンは、1992年に都市景観100選に選定された。

### 幸浦・福浦
都心部からの工場移転に際し、都心部機能強化や防災計画、生活環境改善の必要性などを考慮し、緑町（現在のみなとみらい）、横浜駅東口・西口周辺、岡野・西平沼町地区、星川・天王町地区、新山下地区を優先度の高い第一種工場移転地区に選定。上大岡、井土ケ谷、戸塚駅周辺、広地町・滝頭地区をこれに次ぐ第二種工場移転地区に選定した。移転事業所の業種別内訳は機械（輸送用機械や電気機械含む）25.8%、金属18.8%、建設16.9%、素材（石油、化学、鉄鋼、非鉄金属など）7.3%、食料品6.2%、再生資源5.9%などとなっている。三菱重工業横浜造船所は都心部に35haの敷地を持ち、市はこの移転代替地として56haを用意した。従前は用地のうち53%、17.5haを生産施設用地として使用できていたが、工場立地法の制定により緑被率20%以上、環境施設用地25%以上、造船所の生産施設用地30%以下と規定されたため、生産施設用地として使用できる面積は16.8haに減少する。このため三菱重工は100ha程度の拡張を要求した。市は追加の埋立を検討したが住民の反対により困難と見られた。その後の深刻な不況で追加購入する余裕がなくなったとして1975年にこの要求を取り下げ、1976年3月に当初予定通りの面積で売買契約がなされた。横浜造船所は1983年に本牧・金沢の2工場体制の三菱重工業横浜製作所に名称を変更し、金沢工場では中小型火力発電システム、エンジン、環境装置などを製造。火力発電部門は2014年から三菱日立パワーシステムズに移管したが、2015年度末をもって他工場に生産を移管し閉鎖した。
磯子からは首都高速湾岸線建設地にかかる日本発条本社・工場が移転してきている。高速湾岸線建設に関して、西武グループの杉田ゴルフ場と南横浜自動車学校も、杉田から八景島対岸の福浦3丁目に移転した。幸浦・福浦には文明堂や江戸清、霧笛楼をはじめ製菓や中華食材の工場も進出しており、定期的に工場直売を実施している企業もある。幸浦2丁目は金沢流通団地として、西濃運輸をはじめ運輸業や卸売業者が多く進出し、2004年には東京ガスグラウンド跡にコストコが進出した。幸浦1丁目にも富士フイルム輸出流通センターなど物流拠点が設けられている。金沢木材埠頭は、新山下の貯木場機能を移転すべく1974年に幸浦1丁目に完成したが、原木の輸入需要がなくなり、横浜ベイサイドマリーナおよび三井アウトレットパーク 横浜ベイサイドとして再整備されている。産業振興センター駅前には、中小企業向けの事業支援や福利厚生を目的として研修室やスポーツ施設を備えた横浜市産業振興センターと、これに隣接してインキュベート支援施設で横浜テクノタワーホテルが入居する横浜金沢ハイテクセンターが建つ。
その他の公共施設では、幸浦2丁目に横浜市資源循環局金沢清掃工場と、その余熱を利用した温水プールと日帰り入浴施設を備えたリネツ金沢が併設されている。幸浦1丁目には金沢水再生センター（下水処理場）および南部汚泥資源化センターがあり、工業団地内には染色や表面処理など特殊な廃液を排出する事業者が進出していることからシアン、クロム、廃酸・廃アルカリ、染色廃液などを前処理する「福浦工場排水処理場」が福浦2丁目に設けられている。横浜市消防局横浜ヘリポートは1963年の「横浜国際港都建設総合基幹計画」から構想があり、福浦3丁目の東南端に1982年4月に開港した。横浜市立大学医学部は1991年に南区浦舟町より福浦3丁目に移転し、隣接して横浜市立大学附属病院が開院した。

### 公園・緑地
本埋立事業では、かつての海岸線沿いに約53ha、住宅地と幹線道路・工場団地の間の緩衝緑地（金沢緑地）15ha、水際線緑地9ha、海の公園46ha、八景島24haの「緑のネットワーク」が計画された。旧海岸線沿いには富岡総合公園、富岡八幡公園、長浜公園、小柴埼緑道が整備され、1997年には横浜検疫所長浜措置場跡地に長浜野口記念公園が開園した。さらに、2005年に返還された小柴貯油施設は、小柴埼緑道と一体となった公園として2017年度より整備に着手される。金沢緑地は公害防止事業団により横浜地区共同福利施設として建設され、1983年6月に竣工した。鳥浜駅付近から柴町までの国道357号線の西側に沿い、南北約4Kmの帯状の敷地を持つ。面積は153,127m2。盛り土の上に樹林と20か所の休憩コーナーが設けられ、住宅地と幹線道路・工場団地間の視覚の遮断や騒音防止、大気浄化などを目的としている。
「金沢埋立地水際線緑地」は長浜水路河口付近から埋立地の東端・南端の海岸沿いに柴航路橋付近までの3.1Kmで、散策やジョギング、ピクニックができる公園として1988年7月に完成した。横浜ヘリポートを見下ろす南東角には展望広場や芝生広場があり、クロマツやオオシマザクラが植えられている。昭和63年度国土交通省手づくり郷土賞（小さなふれあい広場）受賞。
海の公園および八景島は、1968年の計画では島は作らず、陸に接した埋め立て地の一部を緑地とするものであった。海女によるアワビや真珠の採取、高速鉄道の海中通過などの構想もあった。1971年に発表された「海の公園基本構想」では陸側に30haと、現在より金沢湾の奥に40haの島を設け、浜部に延長300m・島に360mの人工砂浜を設け、陸と島に挟まれた水域ではボート遊びができるようにするものであった。島には福浦方面から野島公園方面に湾岸道路が貫き、島の沖側には山下公園のような臨海公園の構想もあった。この構想では島と浜の間が狭く、水質汚濁などが懸念された。これを受け、1978年に「海の公園新基本構想」を発表。合計面積70haは変更しないものの島を24haに縮小し、沖合へ移動するとともに陸側の砂浜を1000mに拡大した。海の公園は、すでに完成した護岸に養浜した幕張海浜公園や稲毛海浜公園とは異なり計画段階から砂浜とすることが盛り込まれ、海岸工学だけでなく、潮干狩りができる浜を目指したことから生物学的な検討も重ねられた。砂浜の養浜には、埋立にも使われた千葉県浅間山の砂が使用された。1986年10月31日には、砂浜のある陸側を「海の公園」、島部を「八景島」と町名が決定した。海の公園海水浴場は1980年の暫定開業を経て1988年7月2日に正式オープン。八景島には1993年5月8日にテーマパーク「横浜・八景島シーパラダイス」が開園した。
柴漁港は海の公園と3号地の間に再整備され、金沢漁港は海の公園の南西端に移転した。

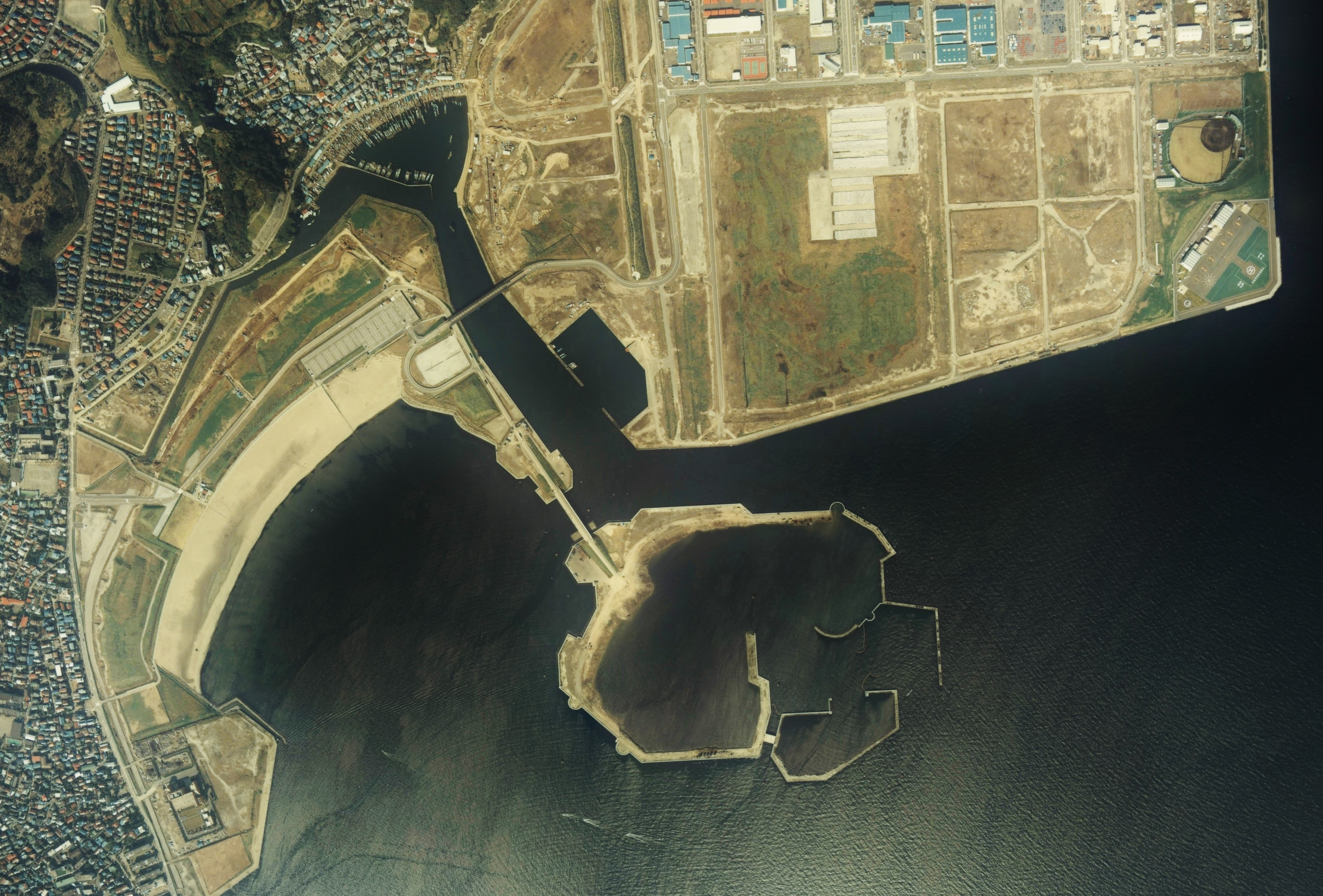
埋立中の八景島（1983年）
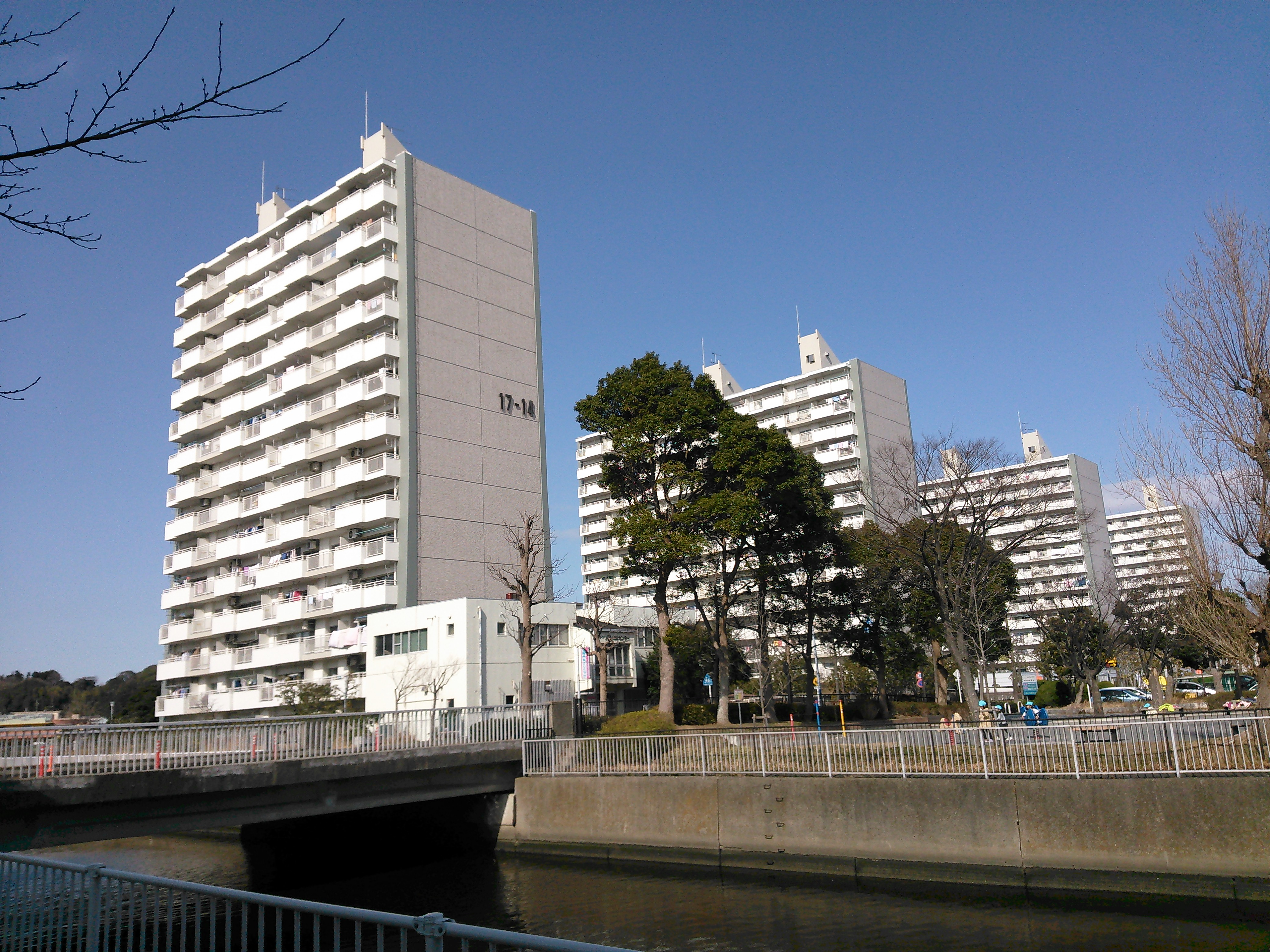
金沢シーサイドタウン並木一丁目団地
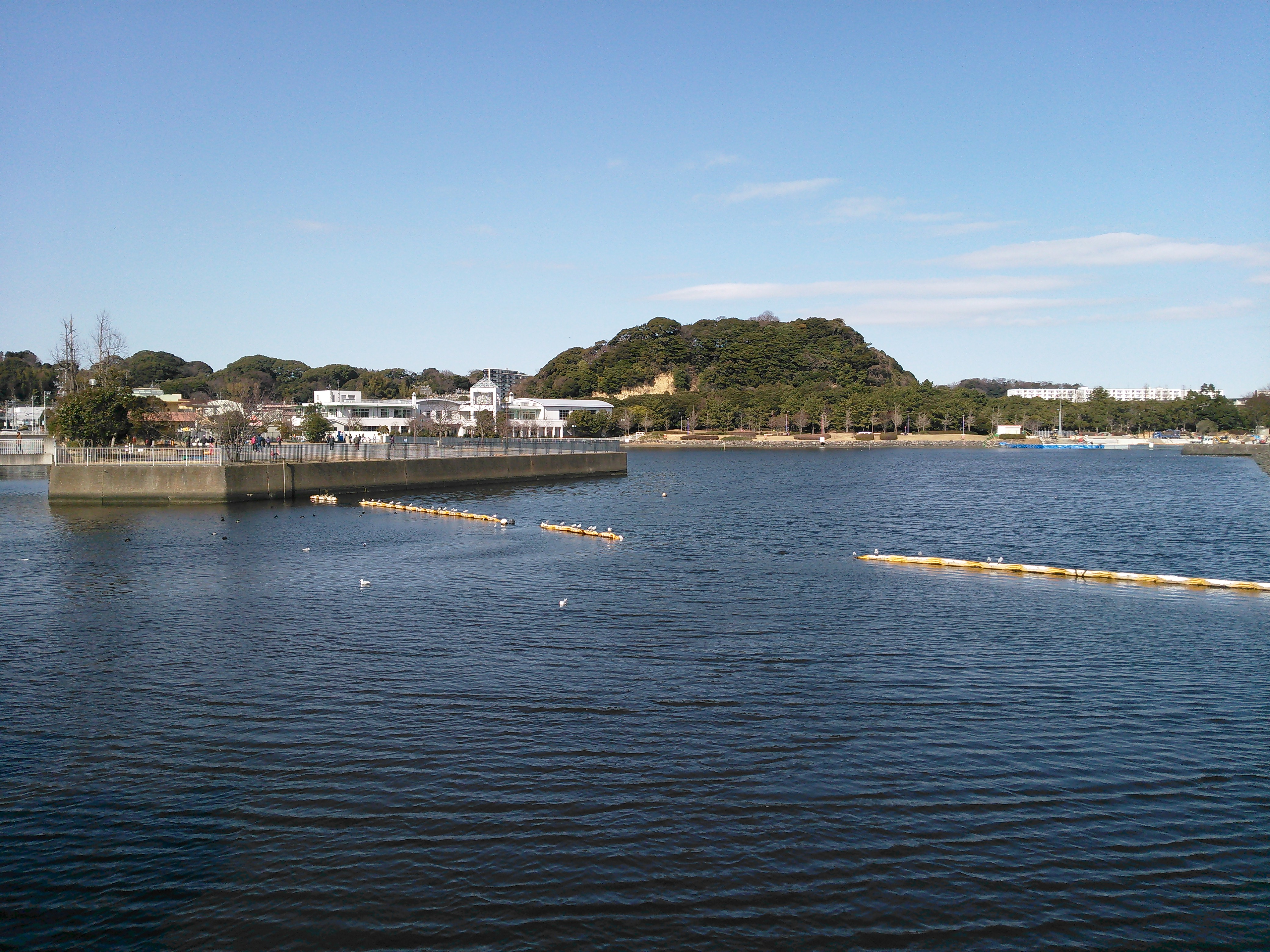
旧富岡漁港跡の富岡並木ふなだまり公園
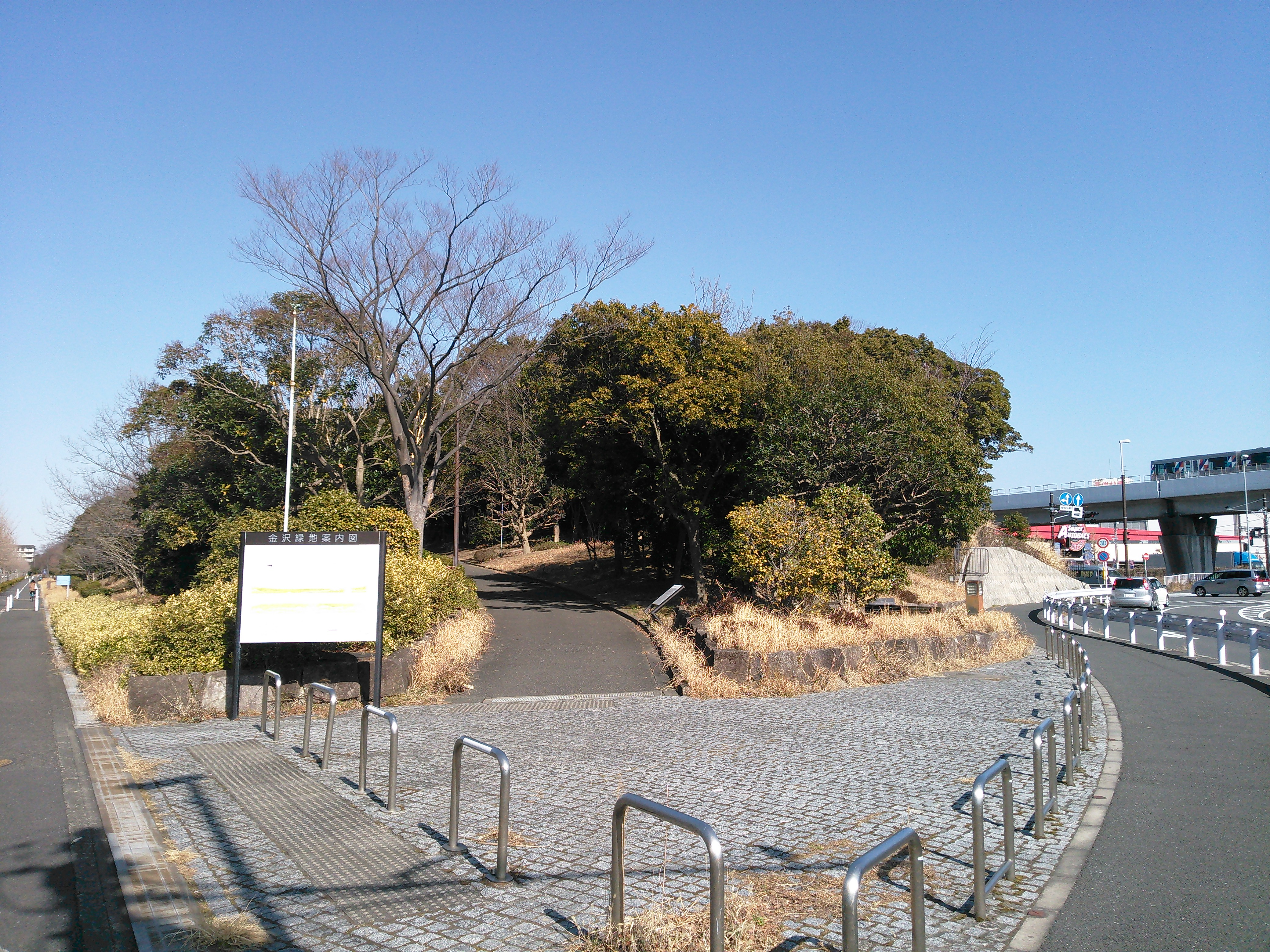
金沢緑地
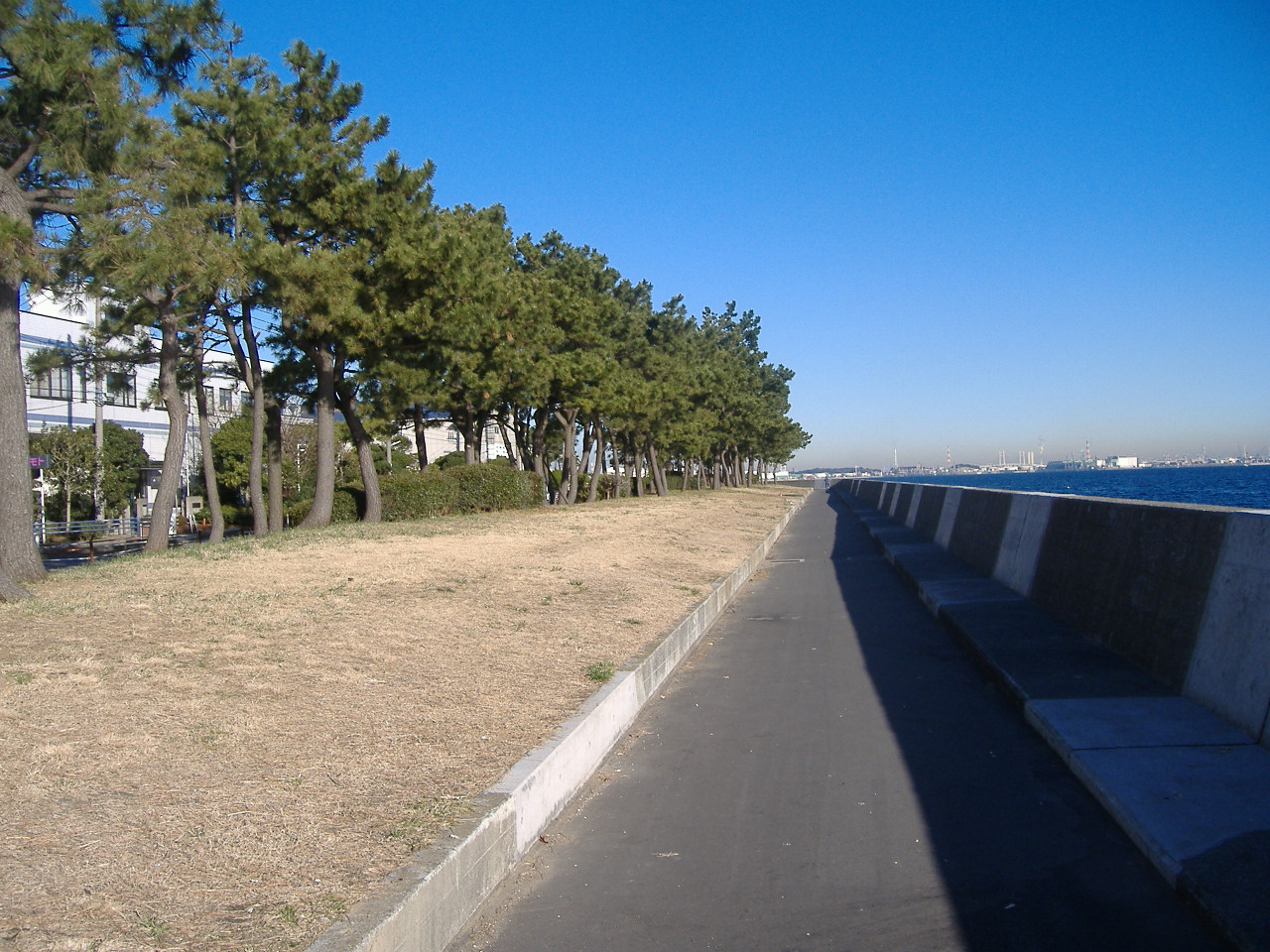
水際線緑地
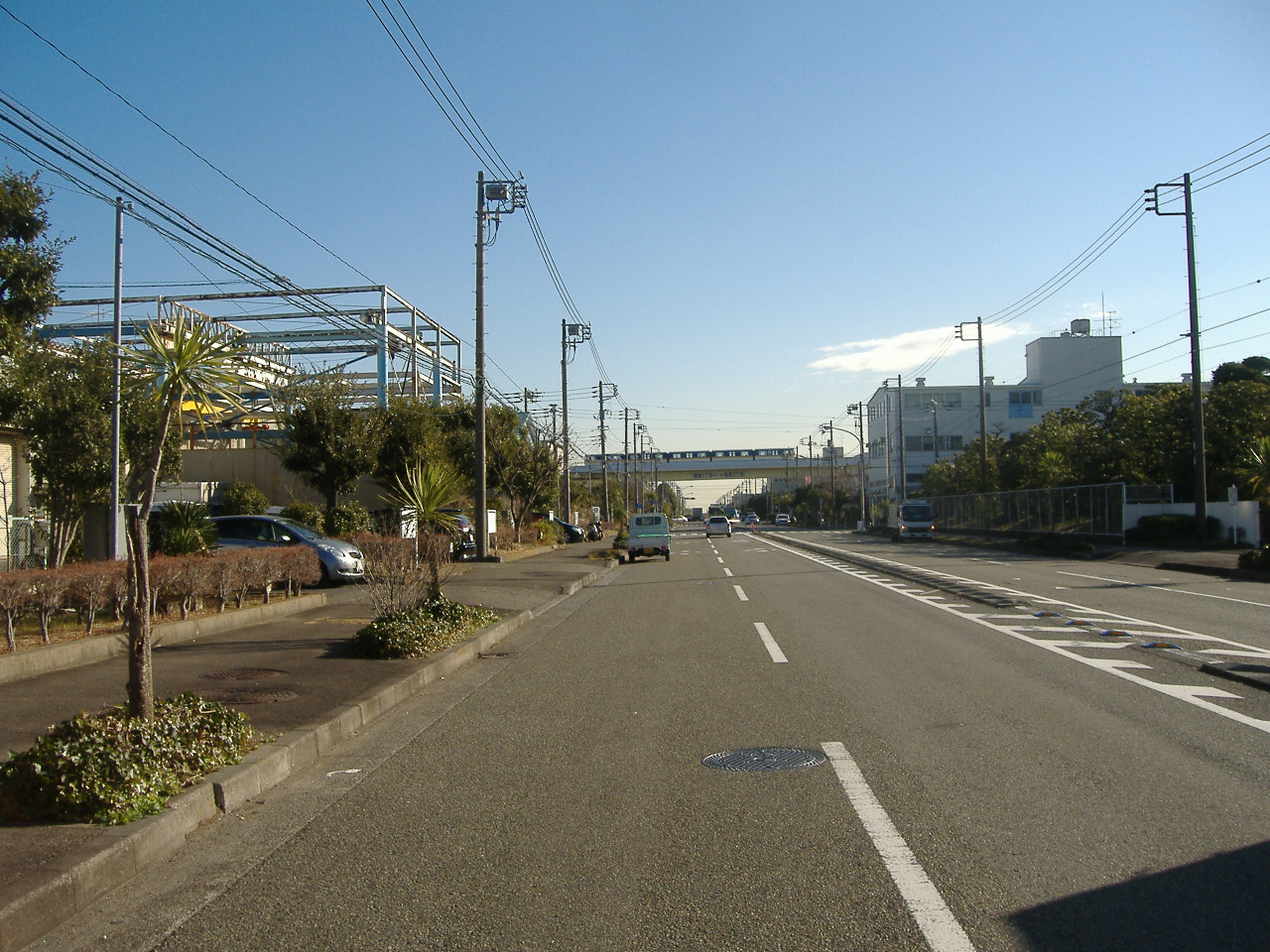
福浦の工業団地。条例により緑化が義務付けられている。
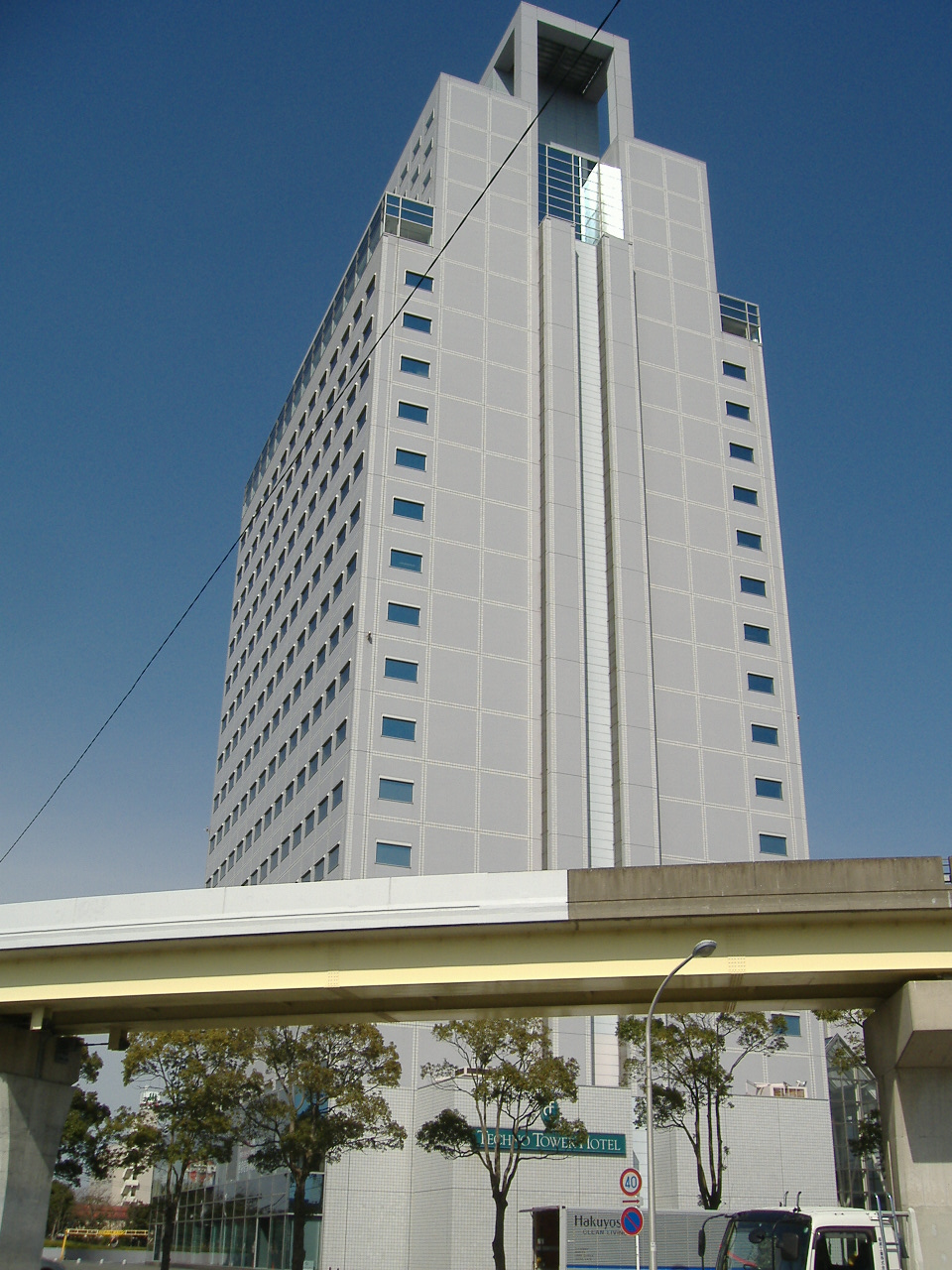
横浜金沢ハイテクセンター
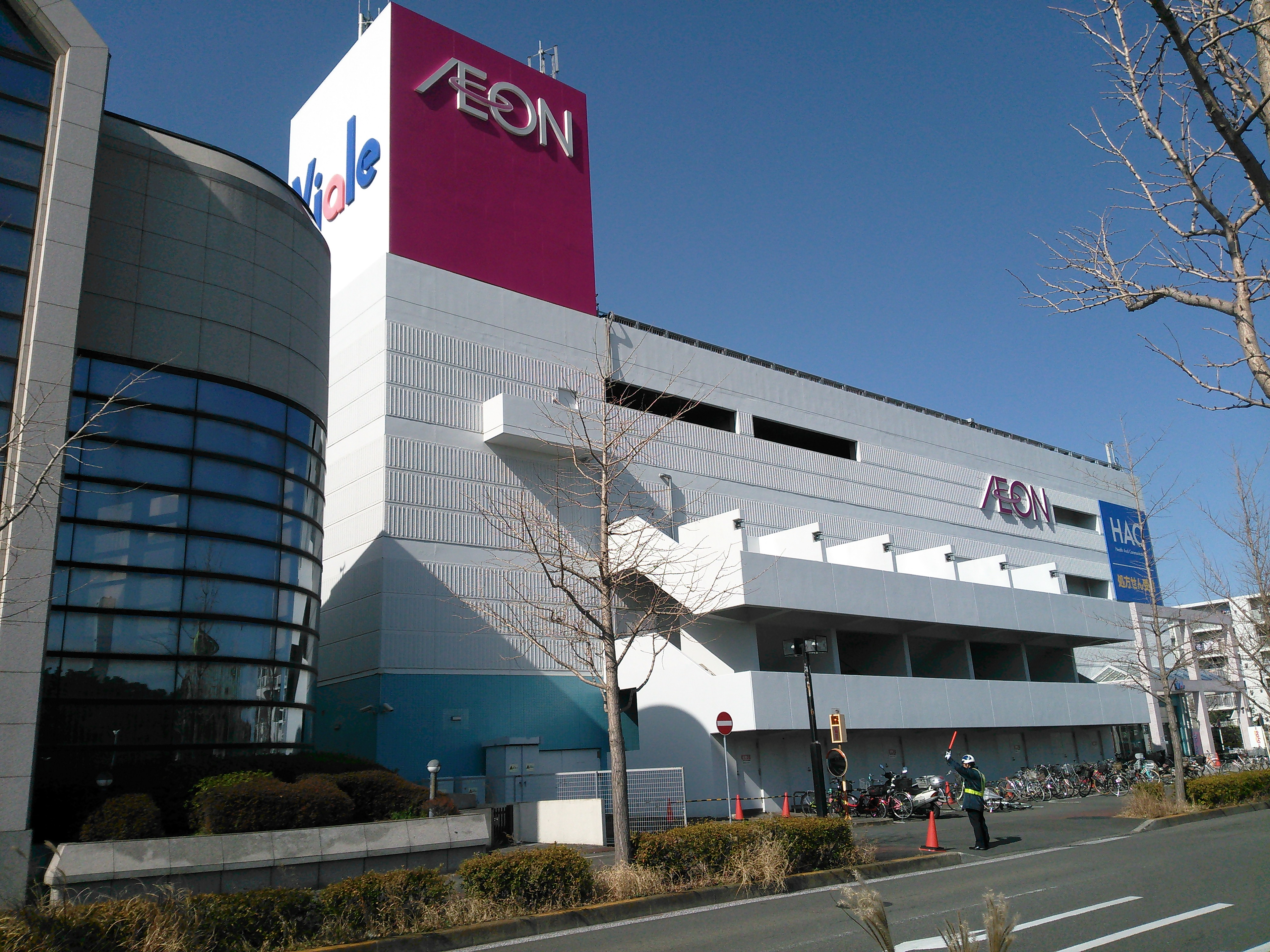
ショッピングセンタービアレ横浜
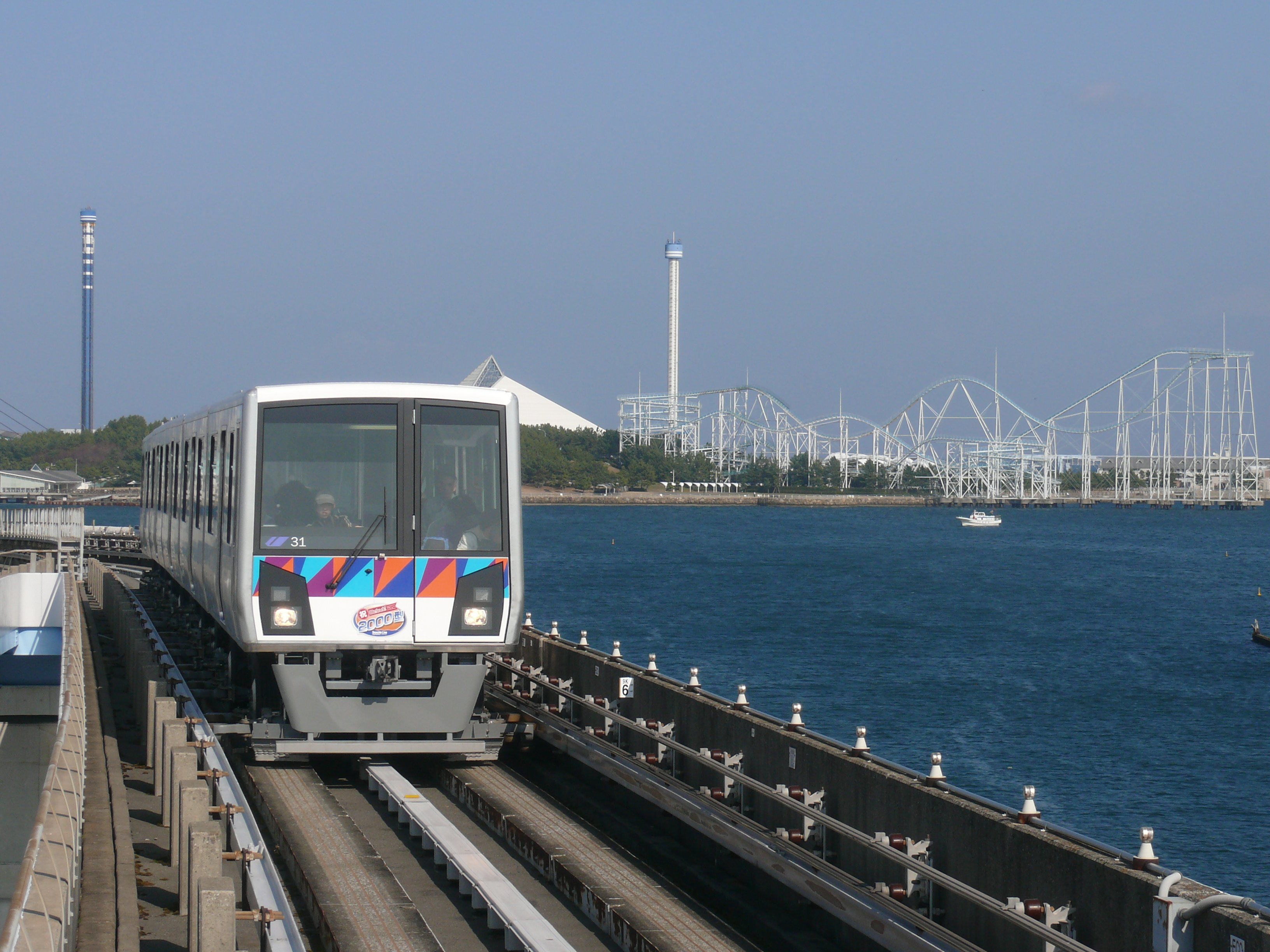
金沢シーサイドライン。右奥は横浜・八景島シーパラダイス